# Concepción Llaguno Marchena
Concepción Llaguno Marchena   (Madrid, 21 d'octubre de 1925 - Madrid, 4 d'octubre de 2010) va ser una científica, química i investigadora espanyola, pionera entre les professores de recerca de l'àrea de ciència i tecnologia dels aliments del Consell Superior de Recerques Científiques (CSIC).

## Biografia
Va estudiar Ciències Químiques a la Universitat Central de Madrid (avui Complutense), alhora que treballava a Correus, on va començar als 15 anys. Era òrfena des dels 11 anys d'un funcionari de correus i la seva mare, mestra, havia estat represaliada per consell de guerra sumarísim, amb suspensió d'ocupació i sou. Doctora en Ciències Químiques, va començar la seva labor investigadora en 1953 com a becària en el que després seria l'Institut de Fermentacions Industrials del Consell Superior de Recerques Científiques (CSIC). En els inicis de l'actual biotecnologia, van destacar les seves recerques sobre la fermentació alcohòlica, especialment del metabolisme dels anomenats “llevats de flor”, origen dels vins de Jerez. Va aprofundir en l'aplicació de la tecnologia de les fermentacions al vi, a les begudes alcohòliques i al vinagre vínico, establint pautes que van influir notablement en la qualitat dels productes obtinguts i en la garantia de la seva genuïnitat (contribuint a l'erradicació del frau). Va aportar nous sistemes de ventilació per accelerar la criança dels vins fins i la acetificació del vi. Va ser professora de recerca del CSIC des de 1971, sempre va ser una defensora de la carrera científica de les dones. Per la seva iniciativa, sent Sotssecretària General, es va publicar la primera estadística desagregada per sexes del personal científic del CSIC, en 1982. Va ser Associada Ad Honorem de AMIT (Associació de Dones Investigadores i Tecnòlogues7) des de 2002.
Va ocupar diversos càrrecs relacionats amb la gestió de la ciència. En el CSIC va ser Sotssecretària General per a Assumptes Científics. Sempre la hi recordarà com a gestora de l'automatització de les biblioteques del CSIC i impulsora de la primera guarderia de l'Organisme. Coordinadora de l'àrea de tecnologia de la Comissió Assessora de Recerca Científica i Tècnica (CICYT), va col·laborar en la redacció del primer Pla Nacional de R+D, en el qual va ser gestora del Programa Nacional de Tecnologia d'Aliments. Primera dona Directora de l'Institut del Fred, on es va jubilar deixant després de si una puixant escola, amb moltes notables investigadores en l'actualitat.

## Premis
Va pertànyer al grup guardonat en 1961 amb el Premi “Juan de la Cierva”. Va obtenir el Premi de Recerca en Ciències de l'Alimentació (CEOE, 1991) i el Premi Dona Progressista en 1994. Medalla d'Or i Brillants de l'Associació Nacional de Químics d'Espanya.

## Obres
Va ser autora de nombrosos treballs de recerca i una gran divulgadora. El seu llibre El vinagre de vi (CSIC, 1991) que va ser Premi de l'Oficina Internacional de la Vinya i del Vi (OIV), en 1993. Així mateix, va traduir al castellà diverses obres científiques.
- Enología: Temas actuales. Asociación Nacional de Químicos, 1982
- Guida di Vini d'Espagna. Mondadori, 1982
- El vinagre de vino. Concepción Llaguno Marchena, María Carmen Polo – 1991[4]
- El vino en el origen de la Biotecnología. La Semana Vitivinícola, ISSN 0037-184X, Nº 2357-2358, 1991, págs. 4641-4645
- Investigaciones en enología. La Semana Vitivinícola, ISSN 0037-184X, Nº 2784, 1999, págs. 4391-4393
- El acceso de la mujer a la investigación científica en España: el CSIC. En: Apuntes para una Política Científica. Dos años de Investigación en el CSIC (1980-1982). A. Nieto, J. M. Gómez Fatou, E. Muñoz, J.A. Muñoz-Delgado, T. Mendizábal, C. Llaguno, F. Catalina. Ed. CSIC, 1982. pp.139-199